# Aníbal Godoy
Aníbal Cesis Godoy (født 10. februar 1990 i Panama City, Panama), er en panamansk fodboldspiller (defensiv midtbane).
Godoy spiller i Major League Soccer for San Jose Earthquakes, som han har repræsenteret siden 2015.Han har tidligere spillet for klubber i hjemlandet samt i ungarske Budapest Honvéd.

## Landshold
Godoystår (pr. juni 2018) noteret for 84 kampe og én scoring for Panamas landshold, som han debuterede for 3. marts 2010 i en venskabskamp mod Venezuela. Han scorede sit første mål for holdet i 2014 i et opgør mod El Salvador. Han var en del af den panamanske trup til VM 2018 i Rusland.